# خيرية

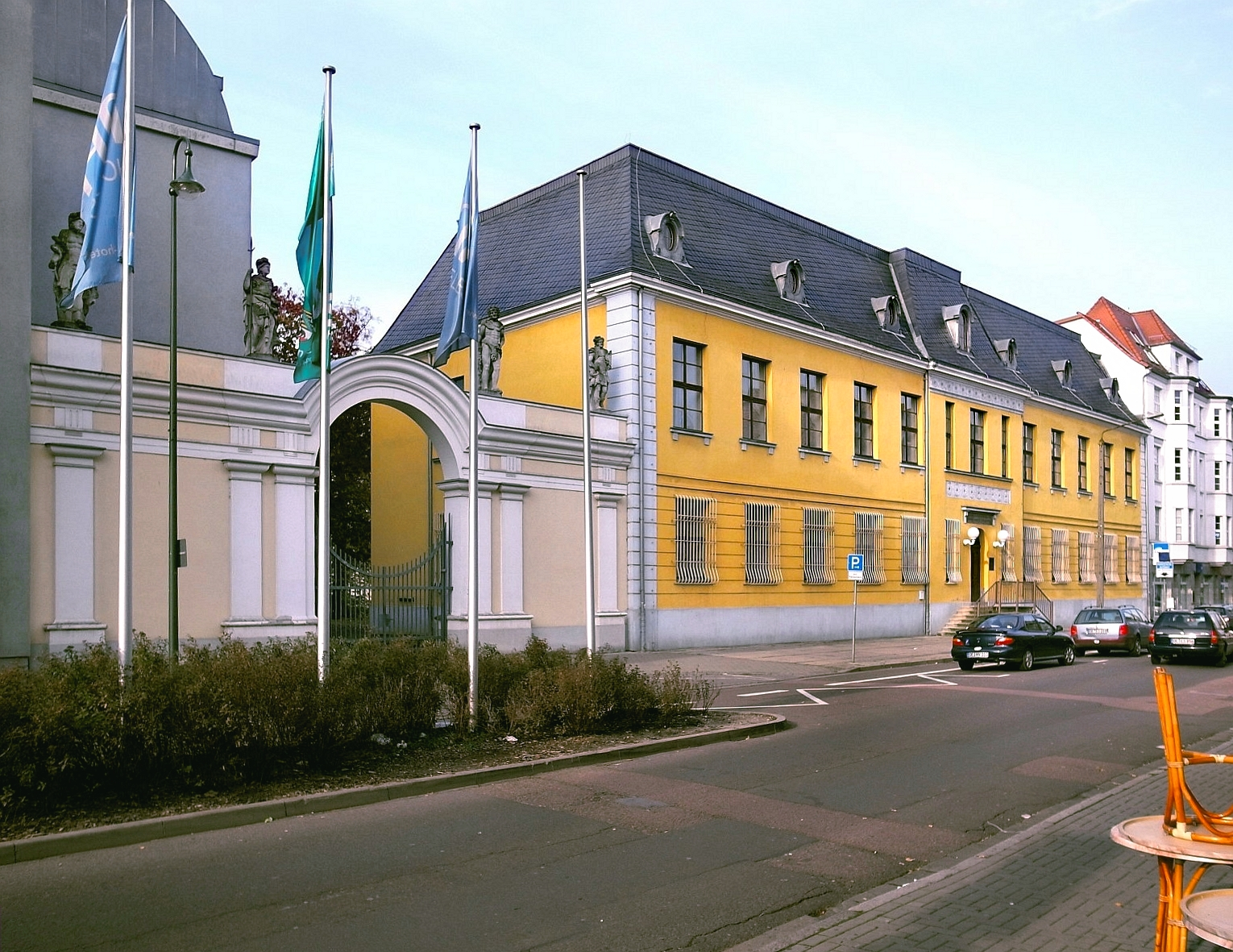

يأتي مصطلح الخيرية (Philanthropinism) من الكلمة اليونانية φιλος (صديق) والكلمة اليونانية ανθροπος (البشر). وكانت حركة إصلاح تعليمي في عصر التنوير في ألمانيا وسويسرا، وظهرت في النصف الثاني من القرن الثامن عشر.